# The Monster and the Girl
Monstrul și fata (titlu original: Monster and the Girl) este un film SF de groază american din 1941 regizat de Stuart Heisler. În rolurile principale joacă actorii Ellen Drew, Robert Paige și Paul Lukas.

## Distribuție
- Ellen Drew ca Susan Webster
- Robert Paige ca Larry Reed
- Paul Lukas ca W. S. Bruhl
- Joseph Calleia ca 'Deacon'
- Onslow Stevens ca J. Stanley McMasters
- George Zucco ca Dr. Perry
- Rod Cameron ca Sam Daniels
- Phillip Terry ca Scot Webster
- Marc Lawrence ca Sleeper
- Gerald Mohr ca Munn
- Bud Jamison ca Jim